# Vicoa parietarioides
Vicoa parietarioides là một loài thực vật có hoa trong họ Cúc. Loài này được (Nevski) Gorschk. mô tả khoa học đầu tiên năm 1959.